# Yusri Al Bashah
Yusri Al Bashah  (en árabe: يسري الباشا‎; Arabia Saudita; 27 de julio de 1979) es un exfutbolista de Arabia Saudita que jugaba en la posición de delantero.

## Carrera

### Club
| Periodo   | Club          |
| --------- | ------------- |
| 2000–2002 | Al-Adalah FC  |
| 2002–2008 | Ettifaq FC    |
| 2008–2009 | Al-Khaleej FC |
| 2009-2012 | Al-Adalah FC  |

### Selección nacional
Jugó para Arabia Saudita en 16 ocasiones de 2003 a 2005 y anotó ocho goles; participó en la Copa Asiática 2004.

## Logros
- Copa Federación de Arabia Saudita (2): 2002-03, 2003-04
- Cuarta División de Arabia Saudita (1): 2000-01
- Copa de Clubes Campeones del Golfo (1): 2006